# Saint-Symphorien-d'Ozon
Saint-Symphorien-d'Ozon là một xã thuộc tỉnh Rhône trong vùng Auvergne-Rhône-Alpes phía đông nước Pháp. Xã này nằm ở khu vực có độ cao trung bình 146 mét trên mực nước biển.